# Als (ö)

Als position i Danmark.

Als är en dansk ö i Lilla Bält, öster om Jylland. 
Ön har 49 476 invånare (2020) och en area på 321 km², största staden är Sønderborg. Als har broförbindelser med Jylland och en bilfärjeled från Bøjden på Fyn till färjeläget Fynshav på Als. På norra delen av ön ligger samhället Nordborg, en av Danmarks större industriorter, med bland annat en Danfoss-anläggning.

## Galleri

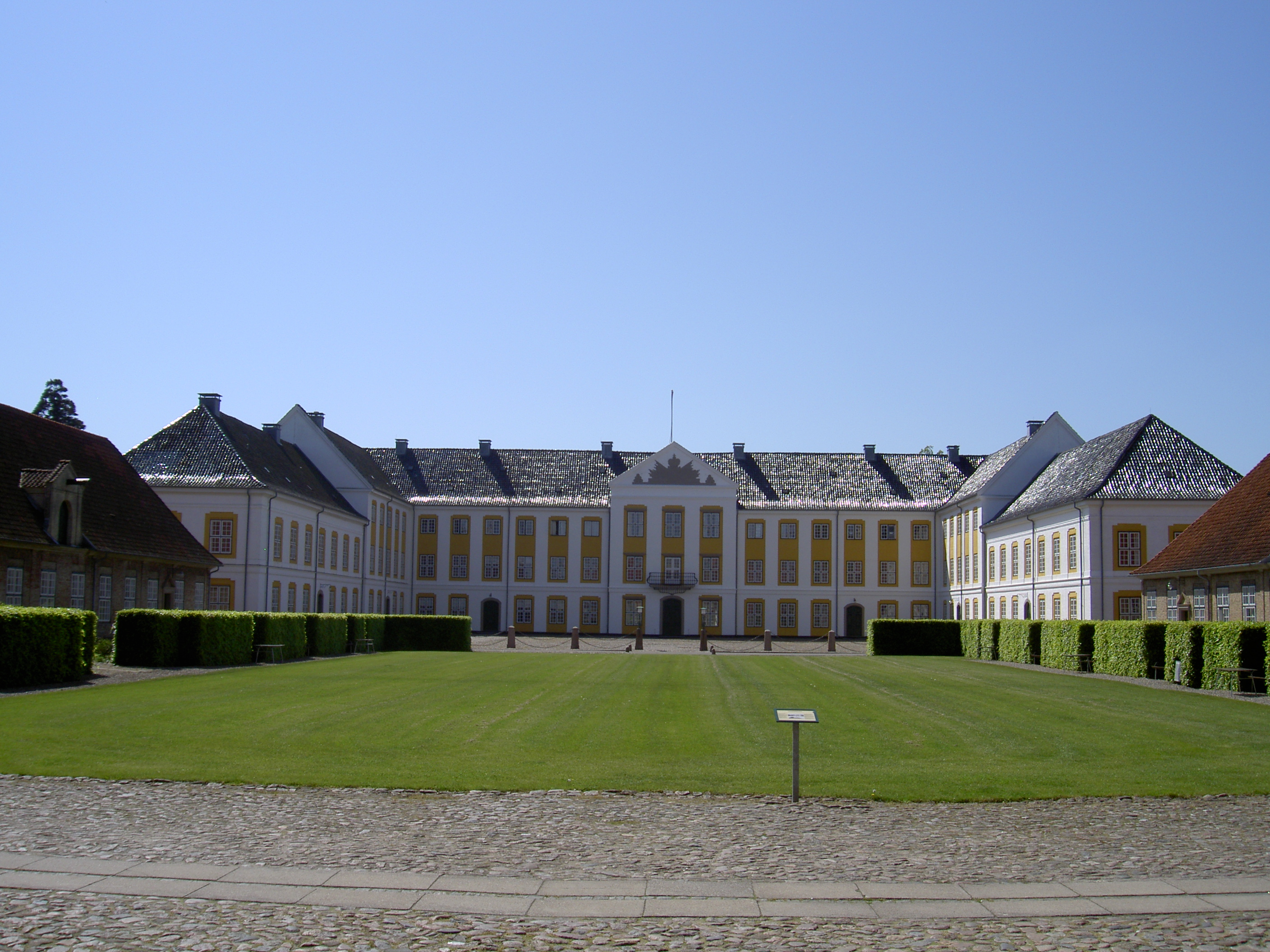
Augustenborg Slott.
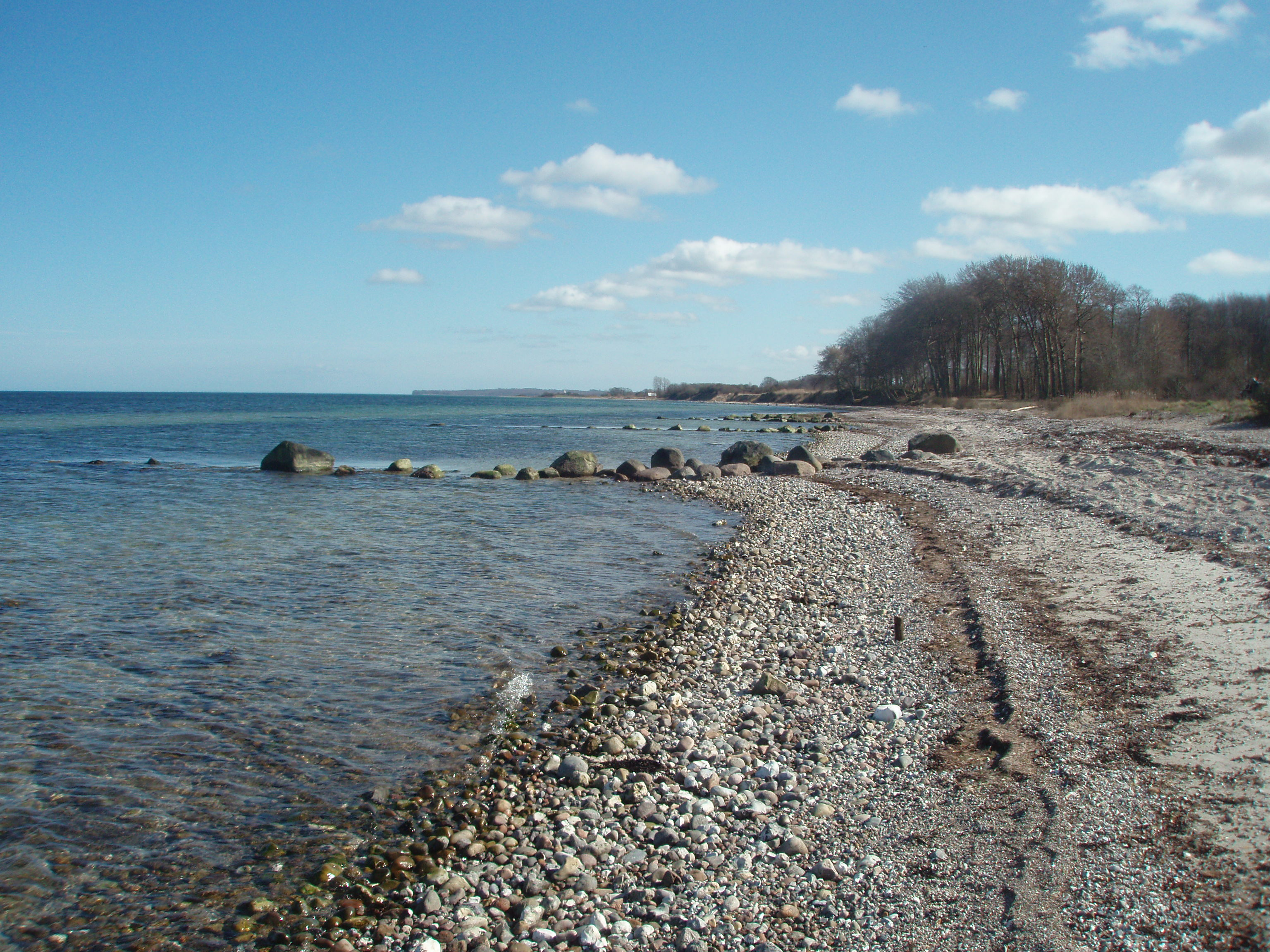
Havnbjerg strand.
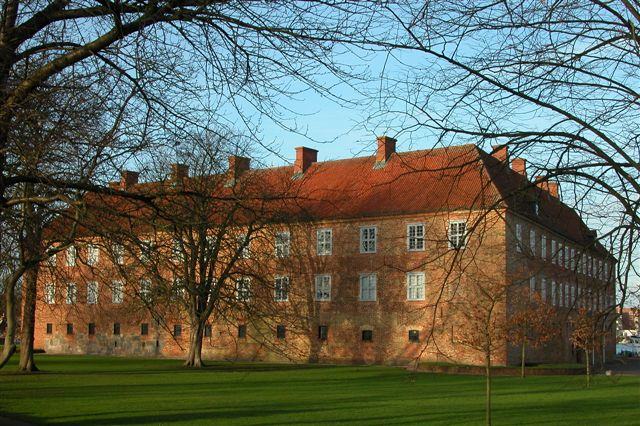
Sønderborg Slott.
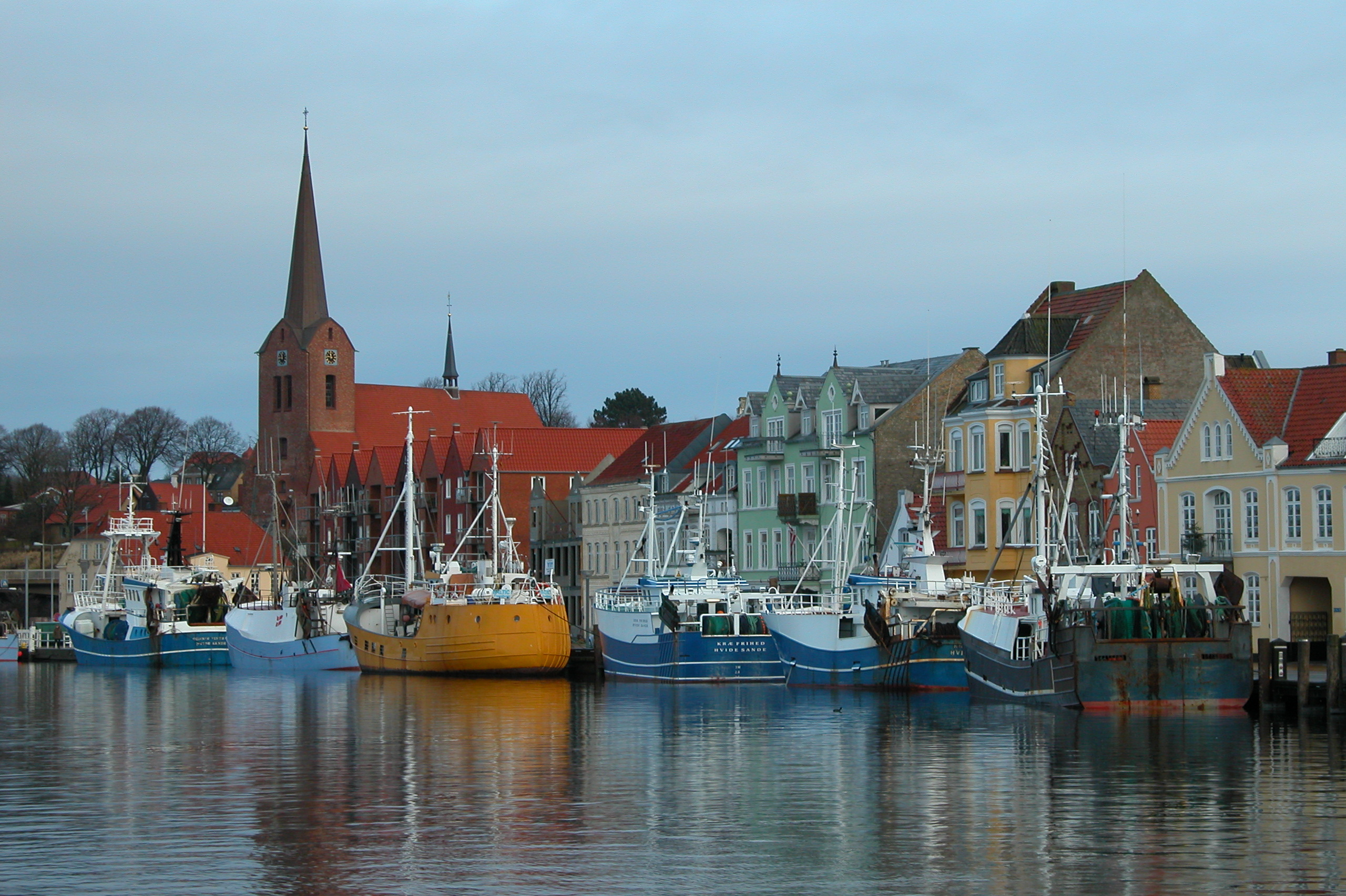
Sønderborg hamn.
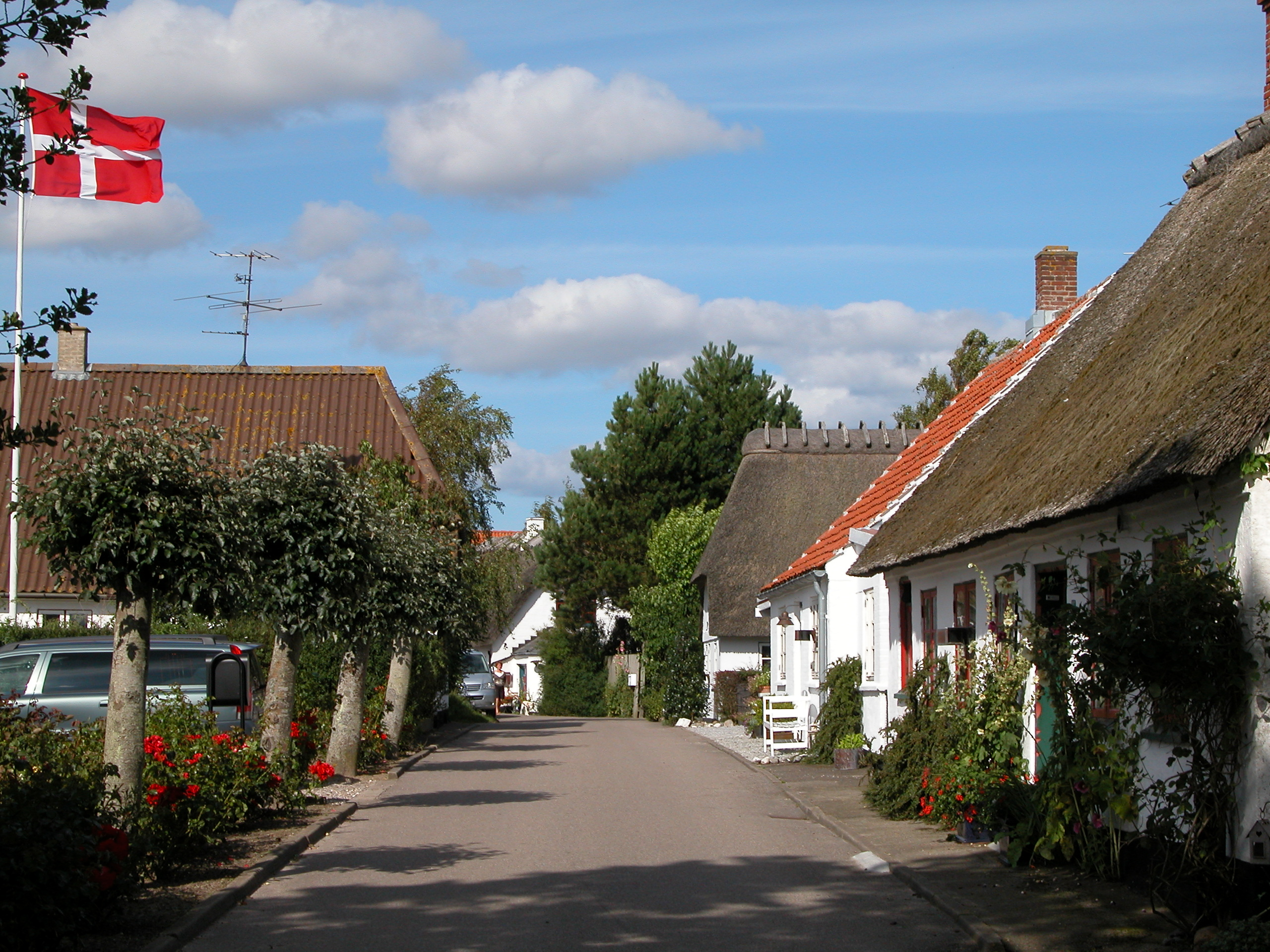
Sønderby.
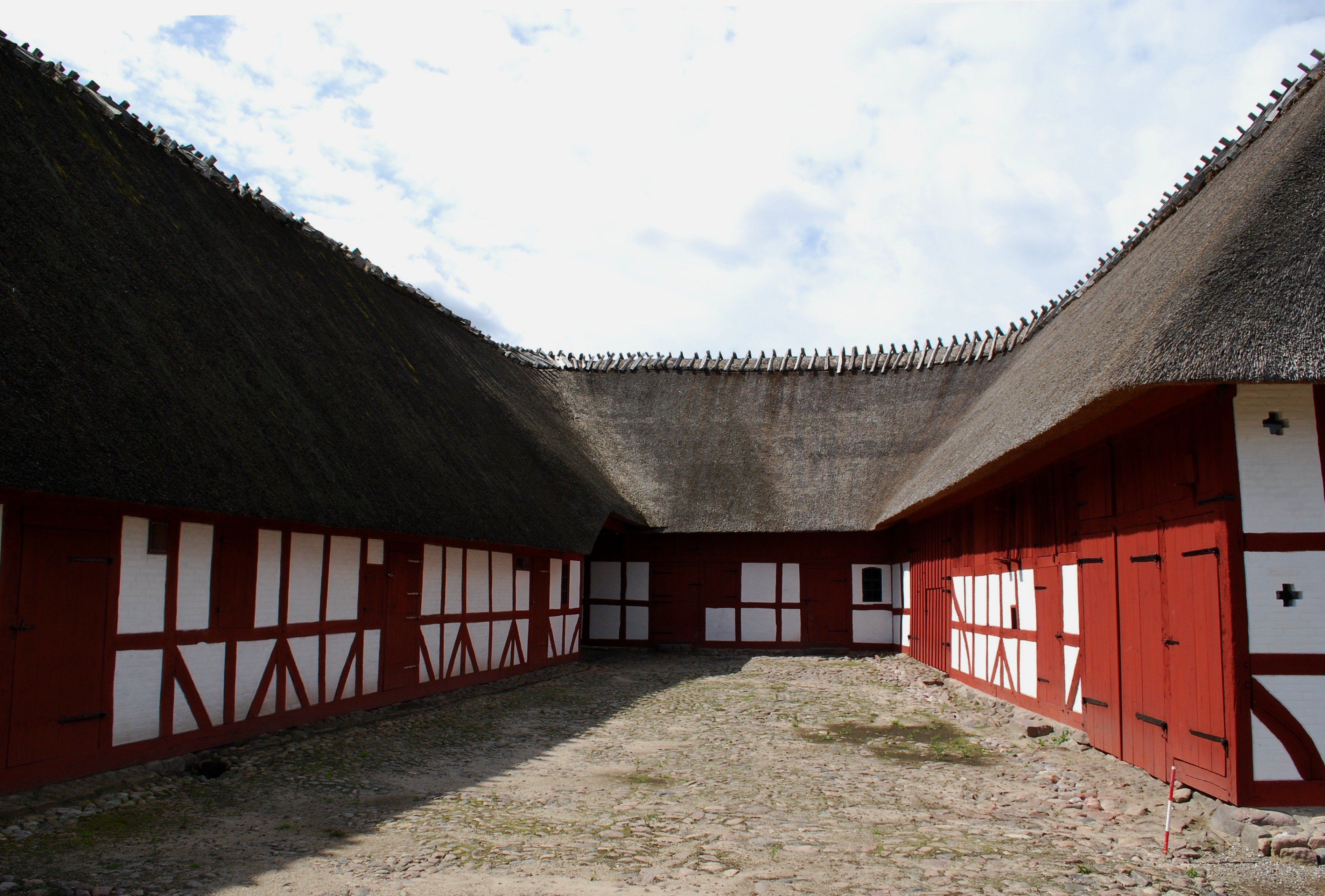
Jollmands Gård, Holm.